# Піка (Чилі)

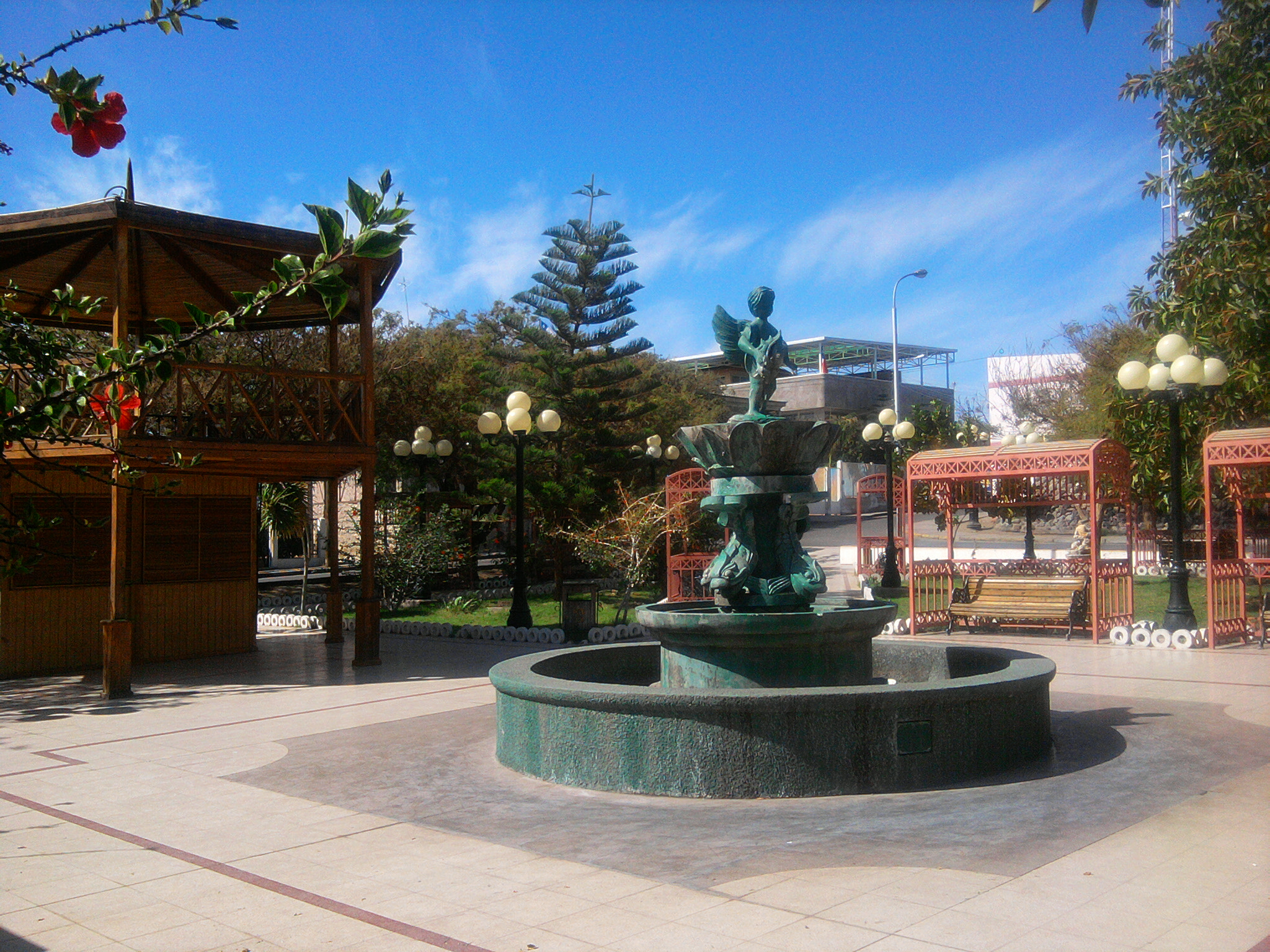
Площа в селищі Піка

Піка  (ісп. Pica) — селище в Чилі, адміністративний центр однойменної комуни. Населення селища — 4031 осіб (2017). Селище і комуна входить до складу провінції Тамаругаль і регіону Тарапака.
Територія — 8934,3 км². Чисельність населення — 9296 мешканців (2017). Щільність населення — 1,04 чол./км².

## Розташування
Селище розташоване за 92 км (115 км по шосе) на південний захід від адміністративного центру області міста Ікіке.
Комуна межує:
- на півночі — комуна Кольчане
- на сході — департамент Оруро (Болівія)
- на південному сході — комуна Ольягуе
- на півдні — комуна Калама
- на заході — комуна Посо-Альмонте
- на північному заході — комуна Уара